# ボール (ガンダムシリーズ)
ボール (BALL) は、「ガンダムシリーズ」のうち、宇宙世紀を舞台とする作品に登場する架空の兵器。初出は、1979年放送のテレビアニメ『機動戦士ガンダム』。
作中の軍事勢力のひとつである地球連邦軍の戦闘用ポッド。球形の本体下部に1対のマニピュレーター、上部に長身のキャノン砲をそれぞれ装備し、一年戦争末期の敵勢力ジオン公国軍の宇宙要塞攻略に量産型モビルスーツ (MS) のジムとともに多数が参加する。
本記事では、外伝作品に登場するバリエーション機についても解説する。

## デザイン
メカニックデザインは大河原邦男。『機動戦士ガンダム』の総監督であった富野喜幸によるラフ・スケッチをもとにしているが、ラフの時点で基本的なデザインはほとんど変わっていない。

## 設定解説
宇宙作業用のワンマンポッド（スペースポッド）をベースに開発された機体。連邦軍の主力MSであるジムは生産力の高い連邦軍といえども保有できる数に限界があることから、ハイ・ロー・ミックス思想のもと、ジムの支援用に廉価版MSとして開発される。ただし、ジムの量産に先行して実戦投入されているとする資料もあり、セイバーフィッシュやトリアーエズといった宇宙戦闘機ではジオン公国軍のMSに対処することは容易ではないことから、「その場しのぎ」として製造されたとする説もある。
人型ではないため、モビルアーマー (MA) と呼ばれることもあるが、連邦軍ではガンタンクと同じくMSに分類されている。これは、連邦軍のMS開発が当初から2足歩行タイプと、無限軌道やバーニアで移動するタイプの2つの流れに分かれているからである。ただし、「モビルポッド (MOBILE POD)」に分類されることもある。スペースポッドを拡大設計し、上部ターレットに低反動キャノン砲を装備、背部スラスターや装甲が強化されている。熱核反応炉をもたず燃料電池で駆動するため、MS用の冷却設備をもたない艦艇でも運用が可能である。単純な構造であり、テレビカメラや遠距離探知・航法システムも簡略化されているため、製造コストはジムの4分の1以下となっている。
宇宙世紀0079年6月にプロトタイプが完成し、テストと並行して量産が開始されている。民生品の生産ラインも流用されており、各生産拠点や運用部隊による塗装のバリエーションも多岐に渡り、稼働や任務に支障のない範囲で独自の塗装も認められていたといわれる。また、現地改修によってマニピュレーターの仕様や武装にもいくつかのバリエーションが存在する。ジムの火力支援のほか、本機のみの部隊で投入されることや、サラミス級巡洋艦に搭載されてパトロール艦隊を形成することも多い。ソロモンおよびア・バオア・クー攻略戦では1,200機が参加し、ジム1機と本機2機を最小単位とする戦闘ユニットが大量投入されている。しかし、急造機ゆえに被害も大きかったという。連邦軍兵士の評判も悪く、「丸い棺桶（コフィン・ボール）」や「一つ目のマト（ワンアイズ・ターゲット）」と陰口を叩かれている。
一年戦争終結後には、もっぱら作業用として運用されることが多く、一部は武装を廃して民間に払い下げられている。

### 機体構造
本体
本体の構造は、原型機であるスペースポッドのメイン・フレームをトラス・フレームで覆って戦闘レベルまで強化し、その上に最終装甲が取り付けられている。このため、コックピット・ブロックや生命維持装置、制御機器、燃料電池、姿勢制御用ロケット・モーターなどは原型機からほぼそのまま流用されており、基礎OSも機能拡張やアプリケーションの追加のみでほとんど手を加えられていない。増加した自重に応じ、メインスラスターやマニピュレーターは大型の規格品に換装されている。パイロットは直接目視とモニターカメラを併用して操縦をおこない、前面のキャノピーには任意に各種情報を投影させることが可能。装甲板自体は貧弱で、強い衝撃で剥がれてしまうことも珍しくなかったという。
マニピュレーター
本機の「腕」に相当し、「マジックハンド」とも呼称される。アクチュエーターはフィールドモーターではなく、既存の作業用機器の同等品である。作業用から軍用の基準に強化されており、無重力下における機体保持や繋留、および各種作業に使用される。ただし、MSのマニピュレーターと比べてあまりに単純な構造であり、携行兵装の運用には無理がある。先行量産機には、より大きな荷物を運ぶためのサブアームを装備したものが多いが、本格的に量産された機体では省略されている場合が多い。しかし、後期生産型では再びサブアームを装備した仕様が多くなっている。
高機動バーニア・システム
連邦軍では初めて採用された機構とされ、本機のマニピュレーターの出力ではAMBACによる姿勢制御が不可能であるため、その代替として用いられる。機体各所に配置されたサブスラスター（ロケット・モーター）において、一種の指向性爆薬に近い固体燃料ペレットを爆発的に燃焼させることにより、瞬間的に大推力を発生させる。燃料の消費は激しいものの、メインスラスターを噴射させずに機体を自在に移動させることが可能であり、これによって本機は小回りの効く機体となっているとされるが、稼働時間も短く接近戦ではMSの格好の的となったという。

### 武装
低反動キャノン砲
口径については180ミリ、120ミリ、90ミリの3説がある。砲弾数については、2列式弾倉に各3発の砲弾を収納、あるいは標準装備で21発の2説がある。

### 劇中での活躍
ソロモン攻防戦で、ソーラ・システムによる突破口へ、ジムとともに大量に投入される。劇中ではMAビグ・ザムのビームで蒸発したり、ザクIIに蹴飛ばされてジムと衝突して共に撃破されるなど、おもに「やられ役」として描写されている。
小説版『機動戦士ガンダムII』では「モビルスーツの雛形」とされ、形状はアニメ版と変わらないが上部の主砲はハイパーバズーカで、殴り合いも可能なマジックハンドにビームライフルやビームサーベルを携帯できる。また型式番号はVX-76で、兵士達から「ミスター・ボール（ボールさん）」という愛称で呼ばれている。まだボールのプラモデルが無かった当時、高橋昌也によりスクラッチビルドされた作品は、この小説版の「ハイパーバズーカを載せている」という設定に合わせてサイズが決められたため、アニメでの描写より大きくなっていた。また、のちにバンダイから発売された1/144スケールのプラモデルもこれと同様のサイズとなっているが、1/250スケールとして小さめのものも付属した。
OVA『機動戦士ガンダム MS IGLOO -1年戦争秘録-』第3話冒頭では、宇宙世紀0079年10月24日にルナツー・パトロール艦隊所属のオハイオ小隊が搭乗する「シャークマウス」（実戦投入当初から多くのパイロットに好まれた塗装パターンとされる）と小さな「眼」が描かれた3機が、パプア級補給艦3隻からなる公国軍第42輸送艦隊を襲撃する。しかし、救援に駆け付けたヅダ3機の小隊に阻まれ撤退する。なお、プラモデル『マスターグレード ボール（シャークマウス仕様）』付属説明書では、オハイオ小隊のその後が記されている。連邦軍におけるヅダの評価が低いことから、同隊はルナツー周辺の哨戒任務から外され、帰還時に損壊した機体は更新されるものの、左遷同然に遊撃隊に編入される。ソロモン攻略戦では混戦の最中に編隊からはぐれたザクIIを狙い、攻撃をかける。攻略戦終了後の12月25日、母艦のサラミス級「ナガヌマ」に搭載されソロモン周辺の哨戒任務に当たり、「深い緑色の甲虫のようなMA」を発見し出撃するが、直後に母艦が沈められ、そのまま敵機をかすめ逃走する。
『MS IGLOO -1年戦争秘録-』第3話後半では、オデッサ作戦の敗退により宇宙に脱出し、衛星軌道上を漂う公国軍地上部隊の多数のHLVをボールの2個小隊6機が襲撃し一方的な損害を与えるが、こちらも駆けつけたヅダの小隊により壊滅する（劇中で被撃破が確認できるのは4機）。なお、本作におけるボールは原作版と異なり、前述の高機動バーニア・システムによる機動性の高さが表現され、公国軍側にとってより手強い存在として描写されている。
OVA『GUNDAM EVOLVE../11』では、ボール改に限りなく近い仕様の4機にヒデンらが搭乗し、陥落から9日後のア・バオア・クーの内部調査をおこなう。潜伏していた敗残のザクIIの奇襲を受け3機が脱落するが、ヒデン機は敵機のコックピットを撃ち抜く。
漫画『機動戦士ガンダム THE ORIGIN』では、ソロモン戦でパブリク突撃艇と共に活躍し、ハヤト・コバヤシ兵長もパイロットとして搭乗、ザクレロ相手に戦うが、デミトリーの猛攻に遭い緒戦では中破、帰艦している。また、ハヤトはキャノン砲でなく、二連機関砲を備えた機体で再出撃するが、カイ軍曹に棺桶と馬鹿にされている。

## 原型機・試作機

### スペースポッド
ムック『TV版 機動戦士ガンダム ストーリーブック3』が初出で（名称は「ボール型作業用ポッド」）、メカニックデザイン企画『モビルスーツバリエーション (MSV)』で設定が追加された（型式番号：SP-W03）。
スペースコロニーの建設に用いられた、宇宙空間作業用のモビル・ポッド。作業時の視界確保のため、コックピット周辺がガラス張りになっている。これを拡大設計し、重火器で武装したものがボールである。
夏元雅人の漫画『機動戦士ガンダム0083 REBELLION』収録の短編「SOLDIER's DAY II」では、ジオン共和国軍所属のケン・ビーダーシュタットが静養中にコロニー公社に勤務し、宇宙世紀0083年10月22日にサイド1の暗礁宙域で同僚（モニター表示によればニコラとボーマン）とともに本機に搭乗し、コロニー再生計画のための作業をおこなう。
万乗大智の漫画『機動戦士ガンダム アグレッサー』では、サブ・アームを装備し陸戦型ガンダムの小型シールドを携行、上部にボールK型のフィフティーン・キャリバーを搭載した機体に主人公のチェイス・スカルガードが搭乗する。狙撃仕様のザクフリッパーと一騎討ちの死闘を繰り広げ、最後はシールドの裏に装備していたハンド・グレネードで勝利する。機体色はブルー・グレー。

### ボールプロトタイプ
『MSV』で設定された（型式番号：RX-76）。名称は『機動戦士Ζガンダムを10倍楽しむ本』によるが、単に「試作機」と表記する資料もある。
ボールの試作機。スペースポッドを拡大設計し、ガンタンクの主砲を改修して搭載したもので、外観は量産型と変わらず、そのままRB-79となっている。
MSVでは通常のボールの設定画を本機、大河原による彩色画稿（機体色はオリーブドラブを基調とし、各部がディテールアップされている。機体番号21）を「RB-79 ボール」としている。ただし、のちの資料では後者をRX-76としているものもあり、ガシャポン『カプキャラ ボール1』でも後者をモチーフにしたものを「プロトタイプボール」としている。

## バリエーション

### ボール改
OVA『機動戦士ガンダム0083 STARDUST MEMORY』に登場。「ボール改修型」とも呼ばれる。メカニックデザインはカトキハジメで、雑誌企画「ガンダム・センチネル0079」でリファインされたボールの線情報を減らしたものである。
サブアームの追加や姿勢制御用スラスターの増設がおこなわれた改修機で、一年戦争末期に製造されており、後期生産型ともいわれる。基本的な機体構造は原型機から変わっていない。宇宙世紀0083年のデラーズ・フリートによる「星の屑作戦」でのコロニーの地球落下を阻止するべく展開されるソーラ・システムIIの設置作業および護衛に使用される。

### ボールF型
メカニックデザイン企画『MSV-R』で設定された。「ボール増加装甲タイプ」または「ボール追加装甲タイプ」とも呼ばれる。
ボールの実戦参加機の高い損耗率を軽減するため、連邦首脳部の改修要請により作られた3つの改修案のひとつ。プランRB-79-YCとして、ボールの生産ラインはそのままに、追加装備の生産ラインを整備するのみで生産可能であり、既存機にも比較的容易に改修作業がおこなえることから採用される。
背面には3基のスラスターとカートリッジ式のプロペラントタンクからなるランドセルを追加、これにより機動性は予想より飛躍的に向上し、パイロットからは操縦感覚が空間戦闘機に近いものになったと言われる。機体前面のキャノピーを中心に、合成樹脂製の衝撃吸収材を挟んだ3層構造からなる装甲部品が追加されている。生産時期によっては追加装甲が7枚というバージョンや、装甲のみを追加した現地改修機も見られる。
漫画『ザ・ブルー・ディスティニー』では、アルフ・カムラ大尉がEXAMシステムの研究施設があるコロニーに潜入する際に搭乗する。

### ボールG型
劇場アトラクション『ガンダムクライシス』に登場（型式番号：RB-79G）。
武装であるキャノン砲を廃し巨大なクレーンアームを装備、作業用アームにはサブアームが増設されるなど、より作業用としての性能を高めた緑色のボールで、一年戦争末期に開発された。主に工事現場で重宝される。
漫画『機動戦士ガンダム0083 REBELLION』では、0083年にムーンベース所属の民間ボランティアの数機が、サイド5の暗礁宙域の残骸撤去作業をおこなう。うち1機は公国軍残党のスパイが搭乗しており、迎えに来たドラッツェに移乗したあとに破壊される。
漫画『GUNDAM LEGACY』では、宇宙世紀0084年にマット・ヒーリィとメイ・カーウィンが搭乗し、公国軍残党が開発した惑星間巡航用核パルス推進ブースター「シルバー・ランス」に、アンカーを取り付けたワイヤーを打ち込み、内部に侵入して機能を停止させる。

### ボールK型
OVA『機動戦士ガンダム 第08MS小隊』に登場。メカニックデザインはカトキハジメで、ボール改同様「ガンダム・センチネル0079」のリファイン版ボールをベースとしている。
もっとも初期に生産されたタイプのひとつで、のちの量産型と比較して装甲・プロペラント容量などすべてにおいて勝っている。本格的な量産のために試作された民生品の整備改造機であり、そのためライトやウィンチといった作業用の装備が残されている。ウィンチはアンカーの交換によって多用途に使用できるため戦場での使い道も模索されるが、のちの生産型では省略されている。コックピットには火器管制システム、各種レーダー、通信システム、大型モニターが追加され、シートなども軍用品に交換されている。総生産数は100機に満たないが、輸送隊や軌道警備部隊に配備されている。
武装
2連装キャノン砲
「フィフティーン・キャリバー」または「2連装機銃」とも呼ばれ、ゼロ距離射撃も可能とされる。通常型のボールが装備することも可能。
口径は180ミリと30ミリの2説があり、前者はさまざまな物議を醸したこともあるとされる。
劇中での活躍
『第08MS小隊』第1話では、テリー・サンダースJr.の乗る先行量産型ジムの救援のために、シロー・アマダが志願して輸送艇に搭載されていたオレンジ色の本機で出撃する。中破したジムを下がらせ、装備を生かして敵機の高機動試作型ザク1機と相討ちに持ち込む。
『MS IGLOO -黙示録0079-』第2話では、一年戦争末期の12月30日に、月のグラナダ上空の宙域に現れたボール2個小隊のうち2機が通常型（塗装も通常型と同じで、下部のみロールバーを装備、サブアームも装備）にフィフティーン・キャリバーを搭載しており、第603技術試験隊のオッゴと交戦するが、同隊母艦のヨーツンヘイムでのモニターの識別画面では "RB-79K" と表示されており、オリヴァー・マイ中尉は「近接戦闘型」と呼んでいる。

### ボールM型（ボール機雷散布ポッド装備タイプ）
『MSV-R』で設定された。「ロッカー・ボール」とも呼ばれる。
ボールの新たな戦術運用を検討した結果生まれた機体のひとつで、作業用ボールをベースに製造されている。機体後方に左右に展開する機雷収納庫を装備、これは大型コンテナを一部流用して製作されており、MMB-05E浮遊機雷を片側に24基積載する。上部のキャノン砲に代わり、計測システム内蔵のポッドVLBI-C2と発信アンテナが装備されている（機雷コントロールユニットとする説もある）。マニピュレーターは、拡大した機体の艦載スペース減少と、機雷散布時の接触防止のため短いタイプに変更されている。その形状から、整備兵の間では「ロッカー付き」や「ランチボックス」の愛称で呼ばれている。
宇宙世紀0079年10月初旬に試験運用がおこなわれている。その後、おもにルナツーに配備され、公国軍のパトロール艦隊の定期航路などに機雷を散布し、上層部の予想を大きく上回る戦果を挙げている。一年戦争末期には、艦隊戦の最中の機雷散布という過酷かつ困難な任務にも投入され、生産総数の3分の1が失われている。残る機体も、すべて通常型に戻されている。

### フィッシュアイ
漫画『機動戦士ガンダム MS IGLOO 603』が初出。
一年戦争における連邦軍の制海権の確保を目指して開発された機体。ボールを水中用に改造した急造兵器とも言えるもので、地上のボールの生産ラインのひとつが一時的に本機の開発に充てられている。ボールが水中兵器のベースとして選ばれた理由は、スペース・ポッドを原型とするため充分な気密性などを有していたからであるとされるが、それ以前に連邦軍が水中でも活動できるMSを開発する能力をもっていなかったことも大きい。各海洋部隊に配備された当初は、公国軍の水中用MSも実験機程度であったため充分な戦力となっている。航続距離が極端に短いため、運用には潜水艦などの母艦が必要となるものの、逆に言えば本機と潜水艦による遊撃的な運用が可能であり、作戦時間と作戦区域の大幅な拡大が可能となっている。
本体は原型機と同じだが、下部に大型のライトとセンサーおよびバンパーを追加。水中では火砲やビーム砲の使用が制限されることから、格闘による攻撃が最適であるとされ、マニピュレーターを本体をはるかに超える大きさのクロー・アームに換装、基部を中心に改良されている。可動範囲も広く、高い格闘戦能力を有する。上部にキャノン砲に替わって連装式ロング・スピアを装備するが、詳細は不明。主推進装置は周囲に4枚のスタビライザーを配した背部の大型スクリューであるが、クロー・アームにより本体重量が大幅に増加しているため、大型ダクト形式を採用した推進器も装備、機動性と静音性が向上している。正面にはバンパーとライトが追加されている。塗装は原型機とほぼ変わりないが、クロー・アームのみ本体より濃いブルー・グレーとなっている。
作中での活躍
『MS IGLOO 603』第6話「南海に竜は潜（たたず）む」では、宇宙世紀0079年8月22日に南太平洋で公国軍の試作水中ビーム砲「エーギル」の試射をおこなうザク・マリンタイプを2機で襲撃するも、格闘戦により2機とも撃破される。本体に「"666" と人魚と連邦軍章」をあしらった部隊エンブレムが描かれている。
漫画『機動戦士ガンダム ラストホライズン』では、エッシェンバッハを亡命させるためロックウッド級潜水艦から発進し、レオ・バルナーク中佐とエリザベス・クラウが入った耐圧カプセルをカリフォルニア近郊まで運ぶ。
漫画『機動戦士ガンダム 0083 REBELLION』では、0083年に2隻のヒマラヤ級空母の甲板に設置されたベッドに約6機ずつ搭載され（テール・ラダーは横に畳まれている）、インド洋でユーコン級潜水艦 "U-801" を攻撃するため出撃する。

### フロッグ・ボール
メカニックデザイン企画『F.M.S.』（福地モビルスーツステーション）に登場（型式番号：RMB-79）。
ボールをベースとして開発された水中用戦闘ポッドで、水中ミサイルと機雷で武装している。フィッシュアイとは異なり、シルエットはボールのものと大きくは変わっていない。ジオン軍兵士からは「オタマジャクシ」という通称で呼ばれていた。
宇宙世紀0079年11月下旬に、ジオン軍のマッド・アングラー級潜水艦「ズアイ」所属のグラブロ4号機およびズゴック・クラブと交戦していることが確認されている。

### 作業用改造型ボール
徳間書店刊行の書籍『SFロボットプラモ図鑑パート3』に登場。模型作例として掲載された。
陸上用の作業機へと改造されたボールで、機体下部に追加された細長い逆間接の二本足が最大の特徴となっているほか、推進器は取り外され、後部には荷台が増設されている。作業用ではあるが、ジオン軍機との交戦に備え、上部のバルカン砲と荷台のミサイルランチャーで武装している。

### 遠隔誘導操作用ボールユニット
ゲーム『SDガンダム GGENERATION』シリーズに登場。

### 改造型ボール（Bガンダム）
漫画『機動戦士クロスボーン・ガンダム スカルハート』に収録されたエピソード「バカがボオルでやってくる!」に登場。
ソロモン攻略戦でウモン・サモンが搭乗する。前面が巨大なガンダム顔に偽装されているのが特徴。制御OSが対応できていないうえ、重量の増加によりバランスは非常に悪いが、公国軍のパイロットが「巨大なガンダム」に恐怖したことと、自称ニュータイプのウモンの能力により、リック・ドムを6機撃墜する戦果を挙げる。ただし、アムロ・レイの戦果があまりにも目覚しかったため、上層部に注目されることはなかった。一応、ガンダム顔の部分は強制排除が可能。
作中では、ジオン側に本機がガンダムの頭部だとの誤解を与えており、機体の比率からガンダムの全長を40メートルと推測し、対抗するためにジオング（厳密にはパーフェクト・ジオング）の建造が計画されたり、ソロモン攻防戦に参加したアナベル・ガトーは、「浮遊するガンダムの頭」の情報をガンダム撃墜と誤解して主戦場を大きく離れたために、アムロが搭乗する本物のガンダムが容易にソロモンに接近できたなど、戦局に少なからず影響を与える結果となったとされるが、これらはあくまで噂の範疇に過ぎない。
なお、本機は作者の長谷川裕一によって「機動戦士Bガンダム」と銘打たれている（ただし、万が一「Bガンダム」が登場したら改名するとのこと）。また、「ホビージャパン」「電撃ホビーマガジン」の模型誌で相次いで立体化され、「電撃ホビーマガジン」の模型作例は長谷川に寄贈されている。また、カードゲーム「ガンダムウォー」では「機動戦士Bガンダム」というカードで登場。このカードの上からゴルフボールを転がし、ゴルフボールに触れた全てのカード（このカードも含む）を破壊する効果を持つ。ただしコラボレーションカードなので、公式大会では使用できない。

### ボール改修型機体
雑誌『ゲームぎゃざ』連載の読者参加型ゲーム「機動戦士ガンダム G-STRATEGY」に登場（型式番号：BX）。なお、本作は宇宙世紀の歴史のIFを扱った作品である。
ボールをベースに開発されたMAで、連邦軍初のMA開発を目指した公開トライアルに参加した機体のひとつ。推進器の増強やクローの大型化、キャノン砲に替わり7連装ミサイル・ランチャー2基の装備などがおこなわれており、ボールゆずりの生産性の高さが長所であるが、航宙機発展型機体に敗れ、不採用となっている。

### 133式ボール
漫画『機動戦士クロスボーン・ガンダム』で、マザー・バンガードを迎え撃つ地球連邦軍の戦力として登場する機体。

### キャノン・ボール
漫画『機動戦士クロスボーン・ガンダム DUST』に登場する、ボールと戦闘バイク・ガリクソンを組み合わせた機体。

### ボール・ボーイ
ゲーム『機動戦士ガンダム U.C. ENGAGE』に登場（型式番号：GSREX-110309）。サイド2の新興商社、GSREX商会がザック・ポッドと同時期に開発、販売した機体。形状はボールに四肢を追加した状態。
ボール本体のサイズは原型機のボールより大型化しているため互換性はないが、一部の愛好家はボール本体を原型機のサイズにダウンサイジングしたレプリカを製作している。一部のテロリストは頭頂部に180mmキャノン砲を追加し、レーザートーチを武器に転用した。

## ボール（サンダーボルト版）
漫画およびOVA『機動戦士ガンダム サンダーボルト』に登場（型式番号：RB-79）。
マニピュレーターの「肘」に当たる部分にマシンガン、底部に着地用のソリが追加されているのが特徴。また、上部キャノン砲をクレーンに換装した機体も登場する。作中では、帰艦したMSの収容や破損したジムの組み換えなど、作業用としての運用が散見される。戦闘にも使用されているが、その用途は従来の遠距離砲撃による支援ではなく艦隊防護などが散見され、交戦距離もMSと大差ない。

### 水中型ボール
漫画およびOVA『機動戦士ガンダム サンダーボルト』に登場（型式番号：RB-79[M]）。
宇宙で使用していたボールをベースに水中用に改修した機体。上部キャノン砲がミサイル・ポッドに換装されているほか、底部にフロートが新設され、頭頂部には通信用のケーブルが延長されている。

## パロディ

### トニーたけざきのガンダム漫画
シャア専用ボール（型式番号：RB-79A12）が登場する。ギャグ漫画でありながら、シャア専用ボールはカトキハジメによる3DCGイラストが起こされている。また、模型を使用しているため、MG「RB-79 ボール Ver.Ka」のキットから改造した立体も存在する。なお、ドズル・ザビ、マ・クベ、ランバ・ラルの専用機もある。